# Надрічне (Болградський район)
Надрі́чне — село Бородінської селищної громади, у Болградському районі Одеської області України. Населення становить 1493 осіб.

## Історія
12 червня 2020 року, відповідно до Розпорядження Кабінету Міністрів України від № 724-р «Про визначення адміністративних центрів та затвердження територій територіальних громад Одеської області», увійшло до складу Бородінської селищної територіальної громади.
19 липня 2020 року, в результаті адміністративно-територіальної реформи і ліквідації Тарутинського району, село увійшло до складу новоутвореного Болградського району.

## Перейменування
Указом Президії Верховної Ради УРСР від 14.11.1945 перейменували село Черемурза Бородінського району Ізмаїльської області на село Надрічне і Черемурзейську сільраду назвали Надрічнянською.

## Населення
Згідно з переписом УРСР 1989 року чисельність наявного населення села становила 1344 особи, з яких 622 чоловіки та 722 жінки.
За переписом населення України 2001 року в селі мешкали 1494 особи.

### Мова
Розподіл населення за рідною мовою за даними перепису 2001 року:
| Мова       | Відсоток |
| ---------- | -------- |
| молдовська | 91,56 %  |
| російська  | 3,75 %   |
| українська | 2,48 %   |
| болгарська | 1,21 %   |
| гагаузька  | 0,54 %   |
| інші       | 0,46 %   |

## Відомі люди
- Цушко Василь Петрович — український політик.
- Ніколає Табакару — молдовський політик та дипломат.